# Kopnice
Kopnice (lat. Testudinidae) su porodica kornjača u redu Testudines i podredu Cryptodira. Red Testudines ima četrnaest izumrlih porodica. Taj reptilski red poznat je kao kornjače.
Podred Cryptodira (grčki: skriveni vrat) je podred Testudines, koji sadrži većinu postojećih kornjača. Podred Cryptodira razlikuje se od Pluerodia (kornjače bočnog kretanja vrata) po tome što njegovi pripadnici spuštaju svoje vratove i povlače glave ravno unazad pod oklope, umjesto da savijaju svoje vratove na stranu zajedno s tijelom pod oklopom. Pripadnici reda Testudines su među najstarijim postojećim reptilima. Kornjače su zaštićene od predatora pomoću svog oklopa. Gornji dio oklopa se naziva karapaks, donji dio plastron i oni su povezani mostom.
Karapaks je spojen s kralježnicom i grudnim košem i kornjače su jedinstvene među kralježnjacima po tome što su ramenski i zdjelični pojasevi unutar grudnoga kiša, umjesto izvan njega. 
Kornjače mogu varirati u pogledu dimenzija od nekoliko centimetara do dva metra. One su obično diurnalne životinje s tendencijama, da budu krepuskularne u ovisnosti od temperature okruženja. Obično su usamljeničke životinje. Kornjače su najduže živuće postojeće kopnene životinje na svijetu, iako je najduže živuća vrsta kornjača stvar rasprave. Za galapagoske kornjače poznato je, da žive preko 150 godina, a jedna aldabranska divovska kornjača nazvana Adwaita vjerojatno je najduže živjela s procijenjenih 255 godina. Općenito, većina vrsta kornjača može živjeti 80–150 godina.